# Franz Carl Loch
Franz Carl Loch (* 1. Oktober 1924 in Dudweiler; † 12. Dezember 2002 ebenda) war ein deutscher HNO-Arzt und ärztlicher Standespolitiker.

## Leben
Nach dem Studium der Humanmedizin in Berlin, Innsbruck, Prag und legte er 1948 Frankfurt am Main das medizinische Staatsexamen ab und wurde dort 1949 zum Dr. med. promoviert.
Nach klinischen Stationen in Bonn bei Paul Martini, Heidelberg bei Karl J. Matthes, Sulzbach und Ludwigshafen bei Gerhard Theissing, erhielt er 1953 die Anerkennung als Arzt für Hals-Nasen-Ohren-Heilkunde. 1955 ließ sich Franz Carl Loch in Sulzbach/Saar als HNO-Arzt in eigener Praxis nieder. Dort war er rund 36 Jahre lang gleichzeitig als Leitender Arzt der HNO-Belegabteilung des Knappschafts-Krankenhauses in Sulzbach/Saar tätig.
1962 wurde er zum Vizepräsidenten der Ärztekammer des Saarlandes gewählt, 1986 zu deren Präsidenten – eine Position, die er bis 1999 innehatte. In dieser Funktion war er Mitglied des Vorstandes der Bundesärztekammer und dort von 1983 bis 1995 verantwortlich für die ärztliche Fortbildung.

## Ehrungen
- Sanitätsrat (1980)
- Honorarprofessor, Medizinischen Fakultät Homburg/Saar (1983)
- Verdienstkreuz 1. Klasse der Bundesrepublik Deutschland (1985)
- Ehrenpräsident der Ärztekammer des Saarlandes (1999)
- Paracelsus-Medaille der deutschen Ärzteschaft (2000)
- Ehrendoktor der Tischrin-Universität, Syrien (2002)